# Royal Wootton Bassett
Royal Wootton Bassett (potocznie Wootton Bassett) - miasto w Wielkiej Brytanii. w Anglii w hrabstwie Wiltshire, położone na północy hrabstwa, 10 km na zachód od Swindon i 18 km na południowy zachód od Malmesbury. Miasto zamieszkuje ponad 12 500 osób. Od czasów II wojny światowej miasto potroiło swoją populację. W pobliżu miasta znajduje się jednostka lotnicza RAF Lyneham z lotniskiem (LYE/EGDL).

## Historia
Pierwsza wzmianka o mieście pochodzi z roku 681, gdy saksoński król Ethalred gwarantował Malmesbury ziemię łącznie z Wodeton - i tę datę przyjmuje się za początek miejscowości. W Domesday Book z roku 1086 wieś figuruje pod nazwą Wodeton. Od czasów Henryka VIII aż do roku 1832 miasto miało prawo wysłania do parlamentu dwóch deputowanych. Na początku XVII wieku w mieście wybudowano ratusz - nietypową konstrukcję opartą na piętnastu palach. W 2011 roku miasto otrzymało tytuł royal (królewskie), będąc jednym z trzech noszących go miast w Anglii (pozostałe to Royal Tunbridge Wells i Royal Leamington Spa).